# Verein für Leibesübungen 1884 Mannheim-Neckarau
Il Verein für Leibesübungen 1884 e.V. Mannheim-Neckarau è una associazione calcistica di Neckarau, uno dei distretti di Mannheim, fondata nel 1884.

## Storia
Il club venne fondato nel 1884. 
Attraverso il tempo ha cambiato le seguenti denominazioni:
- 1884 - TV 1884 Neckarau
- 1889 - Turnerbund Jahn 1889 Neckarau
- 1907 - Fußball vereinigung 07 Neckarau
- 1921 - VfL Neckarau

Tra il 1943 ed il 1945 formò con i concittadini del SpVgg 07 Mannheim il Kriegsspielgemeinschaft Neckarau.

## Palmarès

### Competizioni regionali
- Gauliga Baden: 1

1940-1941